# 1961 год в телевидении
Список 1961 год в телевидении описывает события в мире телевидения, произошедшие в 1961 году.

## События
- 14 апреля — впервые репортаж вышел в прямом эфире — торжественная встреча в Москве Юрия Гагарина. Благодаря системе Интервидение, репортаж транслировался во многих странах мира и советское телевидение вышло на европейский уровень.
- 8 ноября — в эфир вышла юмористическая телеигра КВН.
- 3 декабря — в эфир вышла информационная передача Эстафета новостей.

### Без точных дат
- Сентябрь - начато регулярное телевизионное вещание в Оренбурге.
- Декабрь — в Ургенче (Узбекская ССР) открыт телецентр.

## Родились
- 18 января — Владимир Молчанов, ТВ-знаток (Что? Где? Когда?, Своя игра), телевизионный редактор (Своя игра).
- 13 марта — Елена Малышева, ТВ-ведущая (Здоровье, Жить здорово!), врач, доктор и профессор медицинских наук.
- 31 марта — Александр Эдигер, ТВ-знаток (Своя игра), чемпион «КВ-3», финалист «КВ-4», чемпион «1-го открытого командного турнира» и врач-патологоанатом [1].
- 30 мая — Арина Шарапова, ТВ-ведущая (Вести, Время, Арина, Доброе утро).
- 2 августа — Юрий Хашимов, ТВ-знаток (Своя игра, Игры разума, Погоня), чемпион «Автомобильного кубка-1996», чемпион «КВ-3», чемпион 1-го цикла игр «Золотой дюжины-2» (2006), чемпион «Кубка трёх поколений» (2010), чемпион «1-го открытого командного турнира» (2012), чемпион «Золотой девятки» (2022) и юрист [2].
- 27 ноября — Екатерина Андреева, ТВ-ведущая (Новости, Время).
- 16 декабря — Яков Зайдельман, ТВ-знаток (Самый умный, Своя игра), преподаватель и программист, автор школьных учебников по информатике [3].